# Thomas Stanesby junior
Pour les articles homonymes, voir Stanesby.

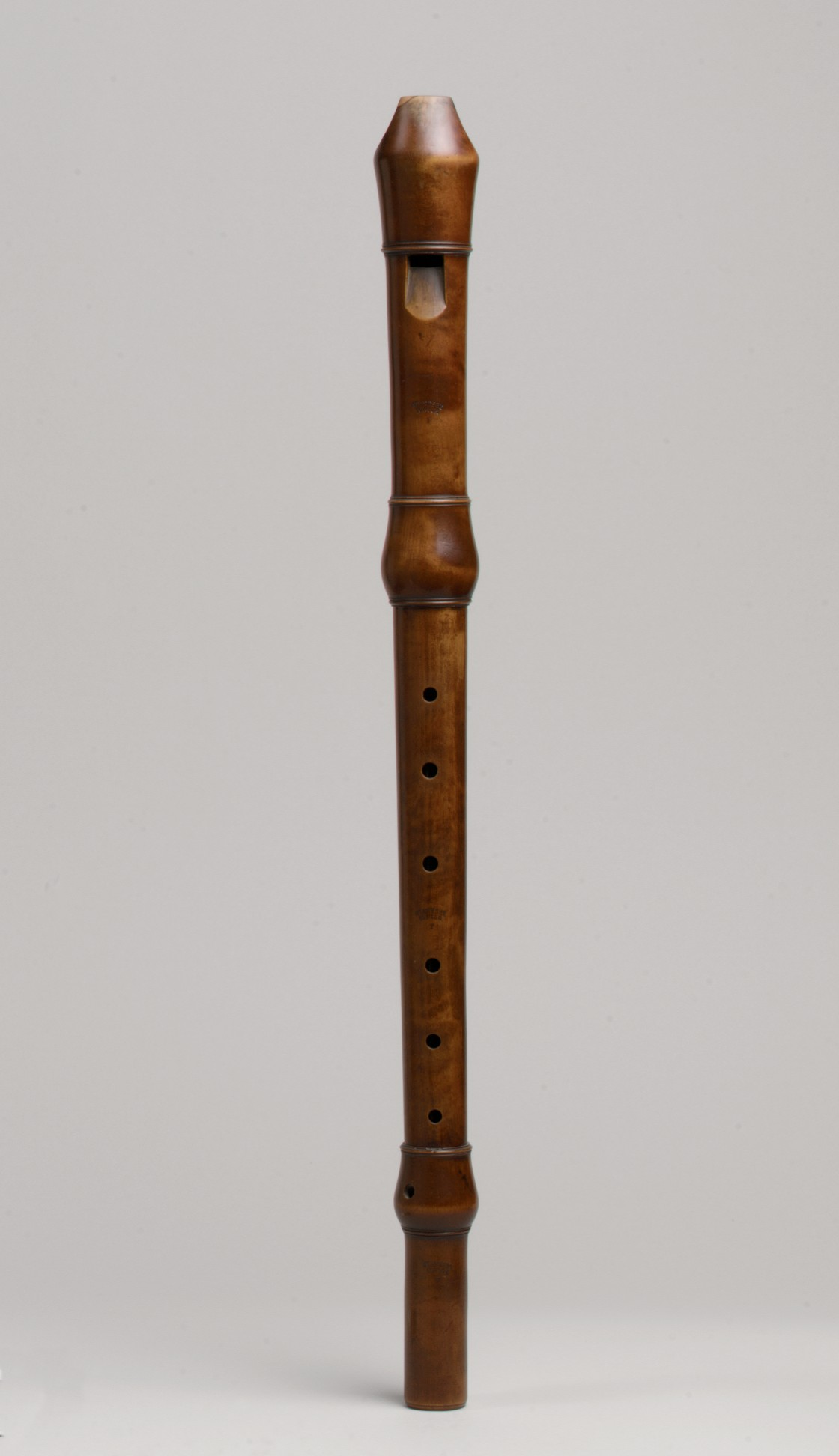
Flûte à bec alto de Thomas Stanesby Jr. (milieu du XVIII), The Metropolitan Museum of Art, Londres.

Thomas Stanesby Sr (senior, né vers 1668 à Moorly Lyme (Derbyshire) , décédé le 1734) et Thomas Stanesby Jr (né le 25 décembre 1692 à Londres, décédé le 2 mars 1754 à Brompton, Londres) étaient des  facteurs anglais de hautbois, flûtes et flûtes à bec du XVIIIe siècle. Nombre de leurs instruments sont conservés dans les collections des musées du monde entier et sont largement copiés par les luthiers d'aujourd'hui.

## Biographie
Thomas Stanesby Jr est envoyé en apprentissage par son père en 1706 et crée son propre atelier au-dessus du Temple Exchange dans Fleet Street près de St Dunstan-in-the-West peu après avoir été libéré de son contrat en 1713. 
En 1728, il reçoit la liberté de la Turner's Company. Une carte commerciale de Thomas Stanesby Jr datée de 1728 indique : « Stanesby Jr. Rue du temple, à Londres à la plus grande perfection, toutes les sortes d'instruments musicaux. En ivoire ou bois fin; Plat après une façon ou curieusement un Adorn?d très ordonnée avec de l'or, argent, ivoire &c. nécessaire pour les préserver; Approuvé et recommandé par les meilleurs maîtres en Europe. Vendu comme ci-dessus et pas autrement. »
En 1732, Thomas Stanesby Junior tente d'enrayer le déclin de la flûte à bec au profit de la flûte traversière en proposant un nouvel usage: il propose d'utiliser en concert une flûte à bec ténor, à laquelle il donne le nom de True Concert Flut (la « Vraie Flûte de Concert ») et fait imprimer une brochure à ce sujet.
En 1734, il hérite de tous les outils de son père et d'un anneau de sceau. 
En 1739, il est élu maître. Il prend finalement deux apprentis, William Sheridan en 1737 et Caleb Gedney en 1741, qui termine son apprentissage en 1750 et hérite des outils de son maître à sa mort en 1754.
Thomas Stanesby Junior a également fabriqué des bassons pour Haendel.
Thomas Stanesby Junior a été en activité de 1713 jusqu'à sa mort en 1754.

## Œuvre
Il subsiste des instruments facturés par Thomas Stanesby Jr dans les musées publics et les collections privées qui servent fréquemment de modèles pour les répliques historiques de flûtes à bec et de hautbois.
Parmi les instruments rares, il subsiste un modèle de flûte (ca 1720) d'amour et un basson.